# بونصر منصور
ابونصر منصور بن علی بن عراق جیلانی معلم بیرونی در گیلان به دنیا آمد و در سال ۳۹۶ شمسی به دستور سلطان محمود به دار آویخته شد. ریاضی‌دان و منجم مسلمان؛ یکی از سه تن کسانی که کشف قانون سینوس‌ها را به وی نسبت داده‌اند. در ۱۰۰۷–۱۰۰۸ میلادی تحریر بهتری از اُکَر منلاوس فراهم ساخت. آثار متعددی در باب مثلثات و نجوم به وی منسوب است. عمر خیام او را کاشف قضیهٔ سینوس‌ها در مثلث کروی می‌دانست. مشهورترین اثر وی پاسخ او به شاگردش ابوریحان دربارهٔ مقالهٔ سیزدهم کتاب اصول اقلیدس است.
از کتاب‌های معروف او می‌توان به «مانالاوس فی الاشکال الکریه» که «ماکس کراوزه» ریاضی‌دان معروف آلمانی به آلمانی ترجمه کرده‌است اشاره کرد. او شاگرد ابوالوفا بوزجانی بود.